# 灘中学校・高等学校の人物一覧
灘中学校・高等学校の人物一覧（なだちゅうがっこう・こうとうがっこうのじんぶついちらん）は、灘中学校・高等学校に関係する主な人物の一覧記事。

## 創立関係者
- 嘉納治郎右衛門
- 嘉納治兵衛
- 山邑太左衛門
- 嘉納治五郎 - 顧問

## 歴代校長
- 初代 眞田範衞（昭和3年 - 昭和21年） - 京都府立亀岡高等女学校校長から招聘。在職中に死去。
- 第2代 清水実（昭和21年 - 昭和36年）
- 第3代 梶和三郎（昭和36年 - 昭和46年） - 兵庫県立星陵高等学校校長から招聘。
- 第4代 勝山正躬（昭和46年 - 昭和62年）
- 第5代 長谷川敏（昭和62年 - 平成5年）
- 第6代 吉田泰三（平成5年 - 平成10年）
- 第7代 河合善造（平成10年 - 平成19年）
- 第8代 和田孫博（平成19年 - 令和4年）
- 第9代 海保雅一（令和4年 - ）

## 教諭
- 橋本武 - 国語
- 木村達哉 - 英語
- 毛利良雄 - 英語
- 野村敏郎 - 地学

## 出身者

### 政界
- 飯泉嘉門 - 元徳島県知事
- 大谷啓 - 元衆議院議員
- 熊谷貞俊 - 元衆議院議員
- 黒岩祐治 - 神奈川県知事、元フジテレビキャスター・報道記者
- 上月良祐 - 参議院議員、自由民主党農林部会長、元経済産業副大臣
- 鈴木英敬 - 衆議院議員、元三重県知事
- 鈴木寛 - 元参議院議員、元文部科学副大臣
- 高島崚輔 - 芦屋市長
- 高見省次 - 元宇陀市長
- 辻泰弘 - 元参議院議員、元厚生労働副大臣
- 豊田潤多郎 - 元衆議院議員
- 西田猛 - 元衆議院議員
- 西村康稔 - 衆議院議員、元経済産業大臣、元内閣官房副長官
- 久元喜造 - 神戸市長
- 平林鴻三 - 元衆議院議員、元郵政大臣、元鳥取県知事
- 福井照 - 元衆議院議員、元内閣府特命担当大臣（沖縄及び北方対策、消費者及び食品安全、海洋政策）
- 藤原保幸 - 伊丹市長、元国土交通省住宅局住環境整備室長
- 村上政俊 - 元衆議院議員
- 盛山正仁 - 衆議院議員、元文部科学大臣、元法務副大臣
- 米山隆一 - 衆議院議員、元新潟県知事

### 官界
- 青木由行 - 国土交通省都市局長、土地・建設産業局長、不動産・建設経済局長
- 浅野賢澄 - 郵政事務次官、フジテレビ社長
- 安東隆 - 農林水産省関東農政局長、同省近畿農政局長、水産庁次長、農林水産省大臣官房総括審議官、大分県副知事
- 石井喜三郎 - 国土交通審議官、駐ルーマニア特命全権大使
- 石田直裕 - 総務省行政管理局長、駐パラグアイ特命全権大使
- 上田善久 - 駐パラグアイ特命全権大使
- 上村司 - 駐サウジアラビア特命全権大使
- 内田要 - 内閣官房地域活性化統合事務局長
- 内田富夫 - 駐スウェーデン特命全権大使
- 大川美雄 - 駐カナダ特命全権大使
- 大森政輔 - 内閣法制局長官
- 奥村裕一 - 日本貿易振興機構理事、経済産業省貿易経済協力局長
- 苧谷秀信 - 中央労働委員会事務局長
- 小田部陽一 - 在ジュネーブ国際機関日本政府代表部特命全権大使
- 尾西雅博 - 駐ボツワナ特命全権大使
- 小野洋太 - 特許庁長官[2]
- 片木淳 - 消防庁次長
- 片山一夫 - 国税不服審判所次長、横浜税関長
- 勝丸充啓 - 広島高等検察庁検事長
- 加藤隆俊 - 財務官、国際通貨基金副専務理事
- 金森俊樹 - 財務省大臣官房政策評価審議官
- 株丹達也 - 駐ペルー特命全権大使
- 神田眞人 - 財務官、アジア開発銀行総裁、財務省国際局長
- 清川寛 - 関東経済産業局総務企画部長、国際超電導産業技術研究センター専務理事
- 久保卓也 - 防衛事務次官
- 黒田武一郎 - 総務事務次官、宮内庁次長
- 肥塚隆 - 駐ホンジュラス特命全権大使、駐オランダ特命全権大使
- 小林利典 - 駐オマーン特命全権大使
- 佐伯耕三 - 内閣総理大臣秘書官
- 下荒地修二 - 駐ベネズエラ特命全権大使
- 杉山蕃 - 航空幕僚長、統合幕僚会議議長
- 滝本純生 - 全国市議会議長会事務総長、自治大学校長
- 竹内透 - 北海道開発事務次官
- 立岡恒良 - 経済産業事務次官
- 田良原政隆 - エディンバラ総領事、駐エルサルバドル特命全権大使
- 辻哲夫 - 厚生労働事務次官
- 辻裕教 - 法務事務次官
- 徳山日出男 - 国土交通事務次官
- 中尾睦 - TPP等政府対策本部政策調整統括官
- 中原淳 - 駐ホンジュラス特命全権大使
- 中村稔 - 原子力発電環境整備機構（NUMO）専務理事、兵庫県立大学客員教授、奈良先端科学技術大学院大学客員教授
- 奈良平博史 - 駐ブルガリア特命全権大使
- 西尾哲茂 - 環境事務次官
- 西村英俊 - 東アジア・ASEAN経済研究センター事務総長
- 野津研二 - 防衛庁管理局長
- 野村一成 - 外務省欧亜局長、東宮大夫
- 橋本孝伸 - 国税不服審判所次長
- 長谷川浩一 - 財務省東海財務局長
- 原口恒和 - 金融庁総務企画局長
- 藤井直樹 - 国土交通事務次官
- 藤岡文七 - 内閣府審議官
- 藤本貴也 - 近畿地方整備局長、国土地理院長
- 藤森祥弘 - 岐阜県地域計画局長、東京都三環状道路整備推進部長、国土交通省大臣官房技術参事官
- 藤原節男 - 原子力安全基盤機構検査業務部検査技師
- 別所浩郎 - 国際連合日本政府代表部特命全権大使
- 細川昌彦 - 明星大学教授、中部経済産業局長
- 松本敦司 - 総務省行政管理局長、船橋市副市長[3]
- 宮本信生 - 駐キューバ特命全権大使、駐チェコ特命全権大使
- 森本英香 - 環境事務次官
- 横田信孝 - 総務審議官[4]
- 吉田朋之 - 外務報道官
- 吉田尚正 - 警視総監
- 米田壮 - 警察庁長官
- 米田浩 - 運輸安全委員会事務局審議官

### 学術
- 秋下雅弘 - 東京大学大学院医学系研究科名誉教授
- 伊集院清一 - 元東京大学医学部助手・分院神経科医局長、多摩美術大学教授
- 今中雄一 - 京都大学大学院医学研究科医療経済学分野教授
- 岩本武和 - 京都大学経済学部教授
- 上田徹一郎 - 関西学院大学名誉教授
- 内山武夫 - 京都国立近代美術館館長
- 浦環 - 海上技術安全研究所水中工学センター長、元東京大学生産技術研究所海中工学研究センター長
- 浦辺徹郎 - 東京大学名誉教授、国際資源開発研修センター顧問
- 江頭憲治郎 - 東京大学名誉教授、早稲田大学名誉教授、文化勲章受章者
- 大江和彦 - 東京大学大学院医学系研究科教授
- 大島利雄 - 東京大学名誉教授、城西大学数理・データサイエンスセンター所長
- 大橋完太郎 - 神戸大学大学院人文学研究科・文学部准教授
- 岡井崇 - 元昭和大学産婦人科学教室主任教授、元愛育病院院長
- 岡田康志 - 元理化学研究所生命システム研究センター細胞極性統御研究チームリーダー、東京大学大学院医学系研究科教授
- 沖大幹 - 東京大学生産技術研究所人間・社会系部門教授
- 荻野周史 - ハーバード大学医学大学院教授
- 奥博司 - 西南学院大学法学部教授
- 奥田央 - 東京大学名誉教授
- 金井壽宏 - 神戸大学大学院経営学研究科教授
- 金沢創 - 日本女子大学人間社会学部心理学科教授
- 上昌広 - 元東京大学医科学研究所特任教授、帝京大学医療情報システム研究センター客員教授
- 川合一郎 - 大阪市立大学教授
- 北村俊雄 - 東京大学医科学研究所教授
- 楠岡成雄 - 元京都大学数理解析研究所助教授、東京大学名誉教授
- 熊谷貞俊 - 大阪大学名誉教授、元衆議院議員
- 小池薫 - 元京都大学大学院医学研究科医学専攻教授、京都大学名誉教授
- 河野崇 - 東京大学生産技術研究所情報・エレクトロニクス系部門教授、東京大学大学院工学系研究科電子工学専攻、東京大学大学院情報理工学系研究科数理情報学専攻兼任教授
- 小林俊行 - 東京大学大学院数理科学研究科教授
- 小林久隆 - アメリカ国立がん研究所主任研究員、関西医科大学光免疫医学研究所長
- 小吹文紀 - 武庫川女子大学非常勤講師、ファイナンシャル・ソーシャルワーカー協会代表理事
- 斎藤通紀 - 京都大学高等研究院ヒト生物学高等研究拠点長、京都大学教授
- 坂本多加雄 - 元学習院大学法学部教授
- 佐藤雅彦 - 京都大学名誉教授
- 島並良 - 神戸大学法学部教授
- 鈴木達治郎 - 長崎大学核兵器廃絶研究センター長
- 砂原庸介 - 元大阪大学大学院法学研究科准教授、神戸大学大学院法学研究科教授
- 高木光 - 京都大学名誉教授
- 髙橋晴雄 - 元京都大学大学院医学研究科講師、長崎大学名誉教授
- 竹原和彦 - 金沢大学教授
- 田隅本生（転校） - 京都大学大学院理学研究科・理学部助教授
- 立川裕二 - 東京大学国際高等研究所カブリ数物連携宇宙研究機構教授
- 橘木俊詔 - 京都大学前教授、同志社大学経済学部教授
- 谷岡一郎 - 大阪商業大学教授、学長
- 趙孟佑 - 九州工業大学教授、千葉工業大学教授
- 月田承一郎 - 京都大学医学部教授
- 都司嘉宣（中学のみ） - 東京大学地震研究所准教授
- 寺田雅昭 - 国立がんセンター名誉総長
- 豊田長康 - 三重大学学長、鈴鹿医療科学大学学長
- 中島秀之 - 札幌市立大学理事長・学長。公立はこだて未来大学学長、元東京大学特任教授
- 中田考 - 同志社大学客員教授
- 中野昌宏 - 青山学院大学総合文化政策学部教授
- 新野宏 - 東京大学大気海洋研究所教授
- 西本征央 - 慶應義塾大学医学部教授
- 野依良治 - 科学技術振興機構研究開発戦略センター長、名古屋大学特別教授、名城大学客員教授、ノーベル化学賞受賞者
- 波多伸彦 - ハーバード大学医学大学院教授
- 畑瑞穂 - 東京大学法学部教授
- 濱田純一 - 東京大学教授、東京大学元総長
- 廣井良典 - 京都大学人と社会の未来研究院教授
- 福田歓一 - 明治学院大学学長、東京大学名誉教授
- 藤田岳彦 - 中央大学理工学部教授、元一橋大学教授
- 藤巻高光 - 埼玉医科大学医学研究科・医学部教授、埼玉医科大学 国際交流センター長
- 牧野淳一郎 - 神戸大学大学院理学研究科教授、元東京工業大学教授、元国立天文台理論研究部教授
- 増井俊之 - 慶應義塾大学環境情報学部教授
- 松島栄一 - 大東文化大学教授
- 松田修二 - 岐阜大学大学院医学系研究科准教授
- 松原隆一郎 - 東京大学大学院総合文化研究科国際社会科学専攻教授
- 松本洋一郎 - 東京大学名誉教授、東京理科大学学長、理化学研究所理事
- 満渕俊樹 - 大阪大学名誉教授
- 水谷徹 - 昭和大学脳神経外科主任教授
- 宮木幸一 - 東京大学公共政策大学院教授、産業精神保健研究機構教授
- 宮下國生 - 神戸大学名誉教授
- 室崎益輝 - 神戸大学名誉教授
- 森口親司 - 帝塚山大学教授、大阪大学・京都大学名誉教授
- 山岸常人 - 京都大学大学院工学研究科建築学専攻教授
- 山本和彦 - 一橋大学大学院法学研究科教授
- 山本尚 - シカゴ大学名誉教授、中部大学分子性触媒研究センター長、元名古屋大学教授
- 山本正幸（中学のみ） - 東京大学名誉教授、基礎生物学研究所長
- 和田幹彦 - 法政大学法学部教授

### 実業
- 青山浩 - ウェブクルー代表取締役、元M&Aコンサルティング
- 石村和彦 - 旭硝子社長
- 入交昭一郎 - セガ社長、旭テック社長
- 上野山勝也 - PKSHA Technology創業者、代表取締役
- 江崎勝久 - 江崎グリコ社長
- 江崎正道 - グリコ栄養食品社長
- 遠藤正介 - 日本電信電話公社総務理事
- 大西賢 - 日本航空社長
- 岡村聡 - S&S investments代表取締役社長
- 長部文治郎 - 大関社長
- 明松亮一 - 神戸電鉄社長
- 柏木斉 - リクルート社長
- 加茂倫明 - POL創業者、LabBase代表取締役CEO
- 姜裕文 - リプラス創業者
- 城口洋平 -  ENECHANGE株式会社創業者
- 駒村秀雄 - アール・エフ・ラジオ日本社長
- 柵山正樹 - 三菱電機社長
- 佐野吉彦 - 安井建築設計事務所社長
- 山東理二 - 千代田化工建設社長
- 白石達 - 大林組社長
- 角和夫 - 阪急阪神ホールディングス社長、阪急電鉄社長
- 曽和利光 - 株式会社人材研究所代表取締役社長、情報経営イノベーション専門職大学客員教授
- 高山俊隆 - 三和シヤッター工業会長
- 谷家衛 -  CAMPFIRE取締役会長
- 外池徹 - アフラック元日本代表者・社長
- 西河紀男 - 三ツ星ベルト社長
- 野村明雄 - 大阪ガス社長、同会長、大阪商工会議所会頭
- 橋本康彦 - 川崎重工業社長、日本ロボット工業会理事
- 八馬望 - 多聞酒造会長
- 福島清彦 - 元野村総合研究所ヨーロッパ社長、元ジョンズ・ホプキンズ大学教授
- 藤井清孝 - ルイ・ヴィトン・ジャパン・カンパニープレジデント&CEO
- 藤井良太郎 - ペルミラ・アドバイザーズ代表取締役社長
- 藤田純孝 - オリンパス取締役会議長、元伊藤忠商事副会長、日本CFO協会理事長
- 松下正幸 - 松下電器産業副会長
- 松田清宏 - JR四国社長
- 松田康利 - スマートストラップ株式会社代表取締役社長
- 水田廣行 - 近畿大阪銀行社長、りそなホールディングス社長、りそな銀行社長、TOKYO TOWER代表取締役会長
- 宮本雅史 - スクウェア創業者
- 三好一彦 - 阪神タイガース社長
- 三好孝彦 - 日本製紙グループ本社社長、日本製紙連合会会長
- 村上世彰 - 村上ファンド創設者
- 森本宜久 - 東京電力取締役副社長、電気事業連合会副会長、日本銀行政策委員会審議委員
- 山岡健人 - ヤンマー社長
- 山田邦雄 - ロート製薬社長
- 山田哲 - 日本コカ・コーラ副社長、タイトー社長
- 横山秀樹 -  アイ・エム・アイ株式会社社長

### 法曹
- 伊藤芳朗 - 弁護士
- 稲田伸夫 - 検事総長
- 大川恒星 - 弁護士
- 海渡雄一 - 弁護士、日本弁護士連合会事務総長、監獄人権センター事務局長、グリーンピース元理事長
- 木内道祥 - 弁護士、最高裁判所判事
- 後藤啓二 - 弁護士、元警察官僚
- 芝田俊文 - 知的財産高等裁判所部総括判事
- 田中崇公 - 弁護士、大阪工業大学知的財産専門職大学院客員教授
- 中島健仁 - 弁護士
- 中谷雄二郎 - 大阪高等裁判所部総括判事
- 西川知一郎 - 大阪高等裁判所部総括判事
- 松尾直彦 - 弁護士
- 山崎敏充 - 最高裁判所事務総長、東京高等裁判所長官、最高裁判所判事

### 文学
- 遠藤周作 - 作家
- 可能涼介 - 戯曲家、作家、批評家
- 楠本憲吉 - 俳人
- 芝山幹郎 - 翻訳家、評論家、詩人
- 高橋源一郎 - 作家
- 中島らも - 作家
- 林浩平 - 詩人、評論家
- 安田均 - ゲーム作家、翻訳家
- 山岡洋一 - 翻訳家

### マスコミ・評論
- 大田良平 - 読売テレビアナウンサー
- 尾原和啓 - 執筆家、IT批評家
- 勝谷誠彦 - ジャーナリスト、コラムニスト
- 川北隆雄 - ジャーナリスト、中日新聞論説委員
- 日下公人 - 経済評論家、東京財団会長、多摩大学名誉教授
- 佐渡島庸平 - 実業家、編集者、著作家
- 新保信長 - 編集者
- 田内学 - ジャーナリスト、金融トレーダー、金融教育家、作家
- 竹信悦夫 - 元朝日新聞記者
- 野村明大 - 読売テレビアナウンサー
- 船橋洋一 - ジャーナリスト、朝日新聞前主筆
- 松本和也 - 元NHKアナウンサー
- 安田賢治 - 教育ジャーナリスト
- 山口雅俊 - テレビプロデューサー
- 吉岡大輔 - NHKアナウンサー
- 吉田たかよし - 評論家、医師、元NHKアナウンサー
- 好村三郎 - 朝日新聞社元運動部長、東海大学教授、立教大学野球部選手兼監督
- 和田秀樹 - 評論家、精神科医

### 文化・芸能・スポーツ
- 浅田将明 - 作曲家、編曲家
- 網谷正美 - 狂言師
- 大久保怜 - 放送タレント、司会者
- 柏秀樹 - バドミントン選手
- 桂福丸 - 落語家
- 坂井秀至 - 囲碁棋士、医師
- 新原光太郎 - レーシングドライバー
- 鈴木雅明 - チェンバロ奏者、オルガン奏者、東京芸術大学教授
- 園田涼 - 作曲家、ピアニスト（ソノダバンド）
- ツクロークン - お笑い芸人
- 程一彦 - 中華料理人、料理研究家
- 東公平（中退） - 将棋観戦記者、チェスプレーヤー
- 三井淳平 - レゴビルダー
- 光永淳造 - 囲碁棋士
- 森田剛丈  - ミュージシャン（セックスマシーン!!）
- やまぎわ - お笑い芸人（無尽蔵）
- 山田淳 - 登山家
- 吉原通雄 - 現代美術家

### その他
- 青松輝 - 歌人、YouTuber、雷獣メンバー
- 石川公一 - オウム真理教幹部
- 板谷慶一 - 医師
- 亀井眞樹 - 医師
- 川上拓朗 - YouTuber、クイズプレイヤー、元QuizKnockメンバー
- 来住英俊 - カトリック教会司祭
- 計見一雄 - 医師
- サイコロ太郎 - プロ雀士、日本プロ麻雀協会所属
- 榊原康夫 - 牧師、神学者、説教者、著作家
- 杉下元明 - 日本文学者、海陽中等教育学校教諭
- 園田賢 - プロ雀士、最高位戦日本プロ麻雀協会所属、赤坂ドリブンズ
- 武田崇元 - 超常現象研究家
- 坪倉正治 - 医師
- 津村俊夫 - 聖書宣教会聖書神学舎教師、元新改訳聖書刊行会理事長
- Tehu - 技術者、デザイナー
- 富永昌宏 - オウム真理教幹部
- 中村勇吾 - ウェブデザイナー
- 廣海渉 - 医師、クイズプレイヤー
- 藤田一照 - 僧侶、曹洞宗国際センター所長
- 水谷頴介 - 建築家